# Campionato francese di rugby a 15 1996-1997
Il Campionato francese di rugby a 15 1996-1996 è stato vinto per il quarto anno consecutivo dallo Stade toulousain che ha battuto in finale il CS Bourgoin-Jallieu,
È il 14º successo per Tolosa, mentre Borgoin era alla sua prima finale.

## Formula
20 squadre divise in due poule di 10. Le prime 8 di ogni poule sono qualificate ai play-off mentre le altre retrocedono.

## Fase di qualificazione
Erano cinque le squadre neopromesse, nessuna esordiente : Biarritz olympique, AS Béziers, CA Périgueux, Paris université e Stade dijonnais.
| Pos | Squadra             | Pts |
| --- | ------------------- | --- |
| 1   | CS Bourgoin-Jallieu | 45  |
| 2   | SU Agen             | 43  |
| 3   | Stade toulousain    | 42  |
| 4   | US Dax              | 42  |
| 5   | Castres olympique   | 40  |
| 6   | Biarritz olympique  | 37  |
| 7   | FC Grenoble         | 32  |
| 8   | AS Béziers          | 30  |
| 9   | RC Nimes            | 25  |
| 10  | CA Périgueux        | 24  |

| Pos | Squadra               | Pts |
| --- | --------------------- | --- |
| 1   | CA Brive              | 43  |
| 2   | AS Montferrand        | 41  |
| 3   | USA Perpignan         | 41  |
| 4   | Section paloise       | 39  |
| 5   | CA Bègles-Bordeaux    | 38  |
| 6   | RC Narbonne           | 38  |
| 7   | RC Toulon             | 38  |
| 8   | US Colomiers          | 36  |
| 9   | Paris université club | 24  |
| 10  | Stade dijonnais       | 22  |

CA Périgueux, PUC, Stade dijonnais e RC Nimes retrocesse alla divisione inferiore.

## Ottavi di finale
In grassetto le qualificate ai quarti di finale.
| Squadra 1           | Squadra 2          | Risultati |
| ------------------- | ------------------ | --------- |
| Stade toulousain    | RC Narbonne        | 24-22     |
| CA Brive            | US Colomiers       | 31-36     |
| FC Grenoble         | SU Agen            | 27-27     |
| USA Perpignan       | CA Bègles-Bordeaux | 26-29     |
| CS Bourgoin-Jallieu | AS Béziers         | 23-14     |
| Section paloise     | Castres olympique  | 23-20     |
| AS Montferrand      | RC Toulon          | 12-6      |
| US Dax              | Biarritz olympique | 22-18     |

## Quarti di finale
(In grassetto le qualificate alle semifinali)
| Squadra 1           | Squadra 2          | Risultati |
| ------------------- | ------------------ | --------- |
| Stade toulousain    | US Colomiers       | 21-12     |
| SU Agen             | CA Bègles-Bordeaux | 22-18     |
| CS Bourgoin-Jallieu | Section paloise    | 24-18     |
| AS Montferrand      | US Dax             | 22-18     |

## Semifinali
(In grassetto le qualificate alla finale)
| Squadra 1           | Squadra 2      | Risultati |
| ------------------- | -------------- | --------- |
| Stade toulousain    | SU Agen        | 23-16     |
| CS Bourgoin-Jallieu | AS Montferrand | 21-17     |

## Finale
| Arbitro: | Daniel Gillet |

|           |      |       |
| Deylaud 3 | c.p. |       |
| Deylaud   | drop | Geany |